# Alfa Romeo Brera
Alfa Romeo Brera er en sportscoupè fra italienske Alfa Romeo.
Den blev introduceret i 2005, og er baseret på samme platform som mellemklassebilen Alfa Romeo 159, og fås med de største motorer fra denne.
En cabriolet-version sælges under navnet Alfa Romeo Spider.

## Motorer[1][2][3]
| Model                          | Konfiguration                  | Slagvolume                     | Effekt / omdr.                 | Moment / omdr.                 | 0-100 km/t                     | Topfart                        |
| Brera-modeller med benzinmotor | Brera-modeller med benzinmotor | Brera-modeller med benzinmotor | Brera-modeller med benzinmotor | Brera-modeller med benzinmotor | Brera-modeller med benzinmotor | Brera-modeller med benzinmotor |
| ------------------------------ | ------------------------------ | ------------------------------ | ------------------------------ | ------------------------------ | ------------------------------ | ------------------------------ |
| 1.8 TBi 16V                    | 4 cylindre i række - 16V       | 1,7 L (1742 cm³)               | 147 kW (200 hk) / 5000         | 320 Nm / 1400                  | 7,7 sek.                       | 235 km/t                       |
| 2.2 JTS 16V                    | 4 cylindre i række - 16V       | 2,2 L (2198 cm³)               | 136 kW (185 hk) / 6500         | 230 Nm / 4500                  | 8,6 sek.                       | 222 km/t                       |
| 3.2 JTS V6 24V                 | 6 cylindre i V-form – 24V      | 3,2 L (3195 cm³)               | 191 kW (260 hk) / 6300         | 322 Nm / 4500                  | 7,0 sek.                       | 250 km/t                       |
| Brera-modeller med dieselmotor |                                |                                |                                |                                |                                |                                |
| 2.0 JTDM 16V                   | 4 cylindre i række – 16V       | 2 L (1956 cm³)                 | 125 kW (170 hk) / 4000         | 360 Nm / 1750                  | 8,8 sek.                       | 218 km/t                       |
| 2.4 JTDM 20V                   | 5 cylindre i række – 20V       | 2,4 L (2387 cm³)               | 147 kW (200 hk) / 4000         | 400 Nm / 2000                  | 8,1 sek.                       | 228 km/t                       |
| 2.4 JTDM 20V                   | 5 cylindre i række – 20V       | 2,4 L (2387 cm³)               | 154 kW (209 hk) / 4000         | 400 Nm / 1500                  | 7,9 sek.                       | 231 km/t                       |